# Linnaemya angustiforceps
Linnaemya angustiforceps är en tvåvingeart som beskrevs av Fritz Isidore van Emden 1960. Linnaemya angustiforceps ingår i släktet Linnaemya och familjen parasitflugor.
Artens utbredningsområde är Kenya. Inga underarter finns listade i Catalogue of Life.